# Nazionale femminile di rugby a 7 dell'Uganda
La nazionale di rugby a 7 femminile dell'Uganda è la selezione femminile che rappresenta l'Uganda a livello internazionale nel rugby a 7.
L'Uganda non partecipa a tutti i tornei delle World Rugby Sevens Series femminili, vanta una presenza al torneo inaugurale di Coppa del Mondo 2009 dove è giunta ai quarti di finale del Bowl.

## Partecipazioni ai principali tornei internazionali
- 2009: quarti di finale Bowl
- 2013: n.p.
- 2018: n.p.